# Триндаді (Гояс)
Триндаді (порт. Trindade) — місто та муніципалітет в  Бразилії, входить до штату Гояс. Складова частина мезорегіону  Центр штату Гояс. Входить в економіко-статистичний мікрорегіон  Гоянія. Населення становить 105 599 осіб на 2007 рік. Займає площу 713,2 км². Щільність населення — 140 чол./км².